# خان كندي (تشهاردانغة)
خان کندي (بالفارسية: خان‌کندی) هي منطقة سكنية تقع في إيران في قسم تشهاردانغة الریفي. يقدر عدد سكانها بـ 243 نسمة.